# Casa dels Rovira
La Casa dels Rovira, és un habitatge que forma part de l'Inventari del Patrimoni Arquitectònic Català de la ciutat de Solsona (Solsonès).

## Descripció

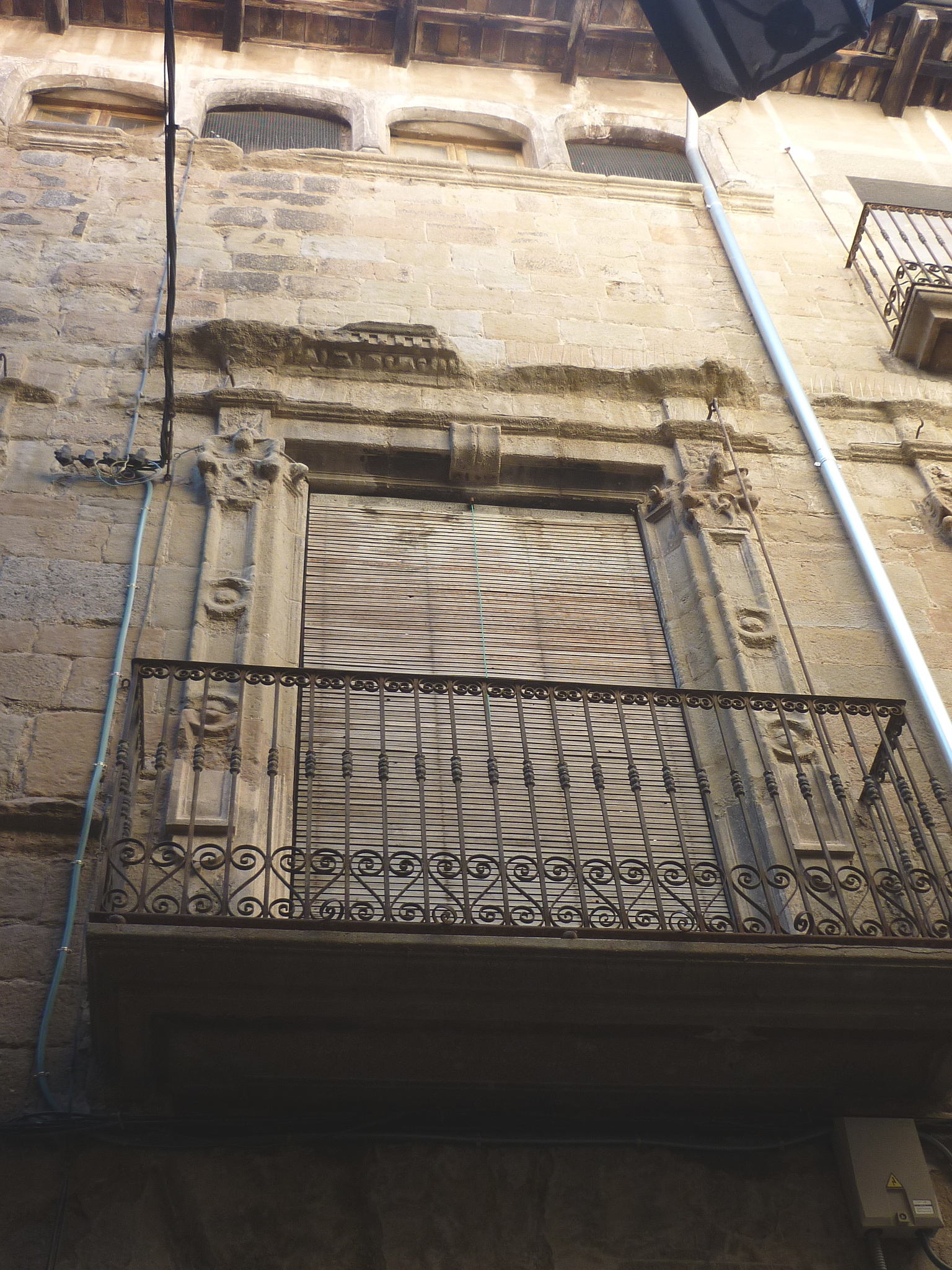
Decoració plateresca als balcons

Gran casa senyorial situada al carrer de Llobera, de dos pisos i planta baixa construït amb un parament de pedres tallades, més o menys regulars i en filades. Hi ha dues portes d'entrada: una d'arc de mig punt i amb grans dovelles que comunica amb la planta baixa i una altra al costat d'arc ogival llis, amb una gran entrada de pedra, escalinata de balustre i decoració plateresca, que comunica amb els pisos superiors. La façana amb grans balconades i amb decoració plateresca a les llindes. Sota la teulada, petita barbacana amb bigues de fusta.

## Notícies històriques
No es té notícia referent als senyors que habitaven en aquesta casa. Possiblement eren senyors d'algun terme fora de la comarca del Solsonès, que als voltants del segle xv o XVI s'establiren a Solsona; no hi cap punt de relació amb els Rovira, senyors de Sant Climent i Miraver que habitaren a la casa Aguilar. Els propietaris actuals es diuen Rovira i provenen d'una gran masia, situada prop de la Coma i la Pedra.